# Klan Išikawa
Klan Išikawa (石川氏) je japonská samurajská rodina pocházející z větve klanu Minamoto, odvozující svůj původ od císaře Seiwy.

## Historie
Klan odvozuje svůj původ od Minamota Jošiieho přes jeho syna Minamota Jošitokiho. 
Své jméno převzali od okresu Išikawa v provincii Kawači. V období Sengoku měla rodina dvě hlavní větve; jedna z nich, se v 15. století usadila v provincii Mikawa, kde byli vazaly klanu Tokugawa. Išikawa Kazumasa, jeden z hlavních vazalů Tokugawy Iejasua, byl ve své době znám tím, že opustil Tokugawovy služby a přísahal loajalitu Tojotomimu Hidejošimu . Jakmile se však Kazumasův syn Jasunaga zapletl do incidentu Ōkubo Jasunagy, jeho větev Mikawských Išikawů skončila. Rodinná linie Mikawských Išikawů pokračovala díky Kazumasovovu strýci Ienarimu, potomci Ienariho nakonec vládli panství Ise-Kameyama po většinu období Edo.  
Druhá větev rodiny, která se usadila v provincii Kawači, byla předkem klanu Nakagawa, který vládl v oblasti Oka po celé období Edo.    

## Vybraný seznam členů klanu
- Išikawa Jasumichi (1554–1607)
- Išikawa Tadafusa (1572–1650)
- Išikawa Kijokane
- Išikawa Jasumasa
- Išikawa Jasunaga
- Išikawa Kazunori
- Išikawa Tomoji (1900-1940)